# Даниловка (Тяжинський округ)
Дани́ловка (рос. Даниловка) — село у складі Тяжинського округу Кемеровської області, Росія.

## Населення
Населення — 460 осіб (2010; 712 у 2002).
Національний склад (станом на 2002 рік):
- росіяни — 96 %